# Spydbladet torskemund
Spydbladet torskemund (Kickxia elatine) er en enårig plante i vejbred-familien. Den har nedliggende, 10-30 centimeter lange, hårede stængler. Bladene er ægformede og tilspidsede med spydformet eller pilformet grund. Blomsterne sidder enkeltvis på lange stilke. Kronen er gul med violet overlæbe og ret spore.
I Danmark er spydbladet torskemund temmelig almindelig på Samsø, Østfyn, Sydsjælland og de sydlige øer på agerjord, mens den er temmelig sjælden eller helt manglende i resten af landet. Den blomstrer i juli til september.